# Selección de fútbol sala de Nigeria
La Selección de fútbol sala de Nigeria es el equipo que representa al país en la Copa Mundial de fútbol sala de la FIFA y en el Campeonato Africano de Futsal y es controlado por la Federación Nigeriana de Fútbol.

## Estadísticas

### Copa Mundial de Futsal FIFA
| Copa Mundial de fútbol sala de la FIFA | Copa Mundial de fútbol sala de la FIFA | Copa Mundial de fútbol sala de la FIFA | Copa Mundial de fútbol sala de la FIFA | Copa Mundial de fútbol sala de la FIFA | Copa Mundial de fútbol sala de la FIFA | Copa Mundial de fútbol sala de la FIFA | Copa Mundial de fútbol sala de la FIFA |
| Año                                    | Ronda                                  | J                                      | G                                      | E                                      | P                                      | GF                                     | GC                                     |
| -------------------------------------- | -------------------------------------- | -------------------------------------- | -------------------------------------- | -------------------------------------- | -------------------------------------- | -------------------------------------- | -------------------------------------- |
| 1989                                   | No participó                           | No participó                           | No participó                           | No participó                           | No participó                           | No participó                           | No participó                           |
| 1992                                   | Primera ronda                          | 3                                      | 0                                      | 0                                      | 3                                      | 7                                      | 15                                     |
| 1996                                   | No participó                           | No participó                           | No participó                           | No participó                           | No participó                           | No participó                           | No participó                           |
| 2000                                   | No participó                           | No participó                           | No participó                           | No participó                           | No participó                           | No participó                           | No participó                           |
| 2004                                   | No participó                           | No participó                           | No participó                           | No participó                           | No participó                           | No participó                           | No participó                           |
| 2008                                   | No clasificó                           | No clasificó                           | No clasificó                           | No clasificó                           | No clasificó                           | No clasificó                           | No clasificó                           |
| 2012                                   | No clasificó                           | No clasificó                           | No clasificó                           | No clasificó                           | No clasificó                           | No clasificó                           | No clasificó                           |
| 2016                                   | Se retiró                              | Se retiró                              | Se retiró                              | Se retiró                              | Se retiró                              | Se retiró                              | Se retiró                              |
| 2021                                   | No participó                           | No participó                           | No participó                           | No participó                           | No participó                           | No participó                           | No participó                           |
| 2024                                   | No clasificó                           | No clasificó                           | No clasificó                           | No clasificó                           | No clasificó                           | No clasificó                           | No clasificó                           |
| Total                                  | 1/9                                    | 3                                      | 0                                      | 0                                      | 3                                      | 7                                      | 15                                     |

### Campeonato Africano de Futsal
| Campeonato Africano de Futsal | Campeonato Africano de Futsal | Campeonato Africano de Futsal | Campeonato Africano de Futsal | Campeonato Africano de Futsal | Campeonato Africano de Futsal | Campeonato Africano de Futsal | Campeonato Africano de Futsal |
| Año                           | Ronda                         | J                             | G                             | E                             | P                             | GF                            | GC                            |
| ----------------------------- | ----------------------------- | ----------------------------- | ----------------------------- | ----------------------------- | ----------------------------- | ----------------------------- | ----------------------------- |
| 1996 - 2004                   | No participó                  | No participó                  | No participó                  | No participó                  | No participó                  | No participó                  | No participó                  |
| 2008                          | Fase de grupos                | 4                             | 1                             | 1                             | 2                             | 9                             | 12                            |
| 2016                          | Se retiró                     | Se retiró                     | Se retiró                     | Se retiró                     | Se retiró                     | Se retiró                     | Se retiró                     |
| 2020                          | No participó                  | No participó                  | No participó                  | No participó                  | No participó                  | No participó                  | No participó                  |
| Total                         | 1/6                           | 4                             | 1                             | 1                             | 2                             | 9                             | 12                            |